# Ichneumon cessatorops
Ichneumon cessatorops är en stekelart som beskrevs av Heinrich 1956. Ichneumon cessatorops ingår i släktet Ichneumon och familjen brokparasitsteklar. Inga underarter finns listade i Catalogue of Life.